# Taiyuna agrestis
Taiyuna agrestis är en mångfotingart som först beskrevs av Carl Graf Attems 1947.  Taiyuna agrestis ingår i släktet Taiyuna och familjen storjordkrypare.
Artens utbredningsområde är Costa Rica. Inga underarter finns listade i Catalogue of Life.